# Fallceon garcianus
Fallceon garcianus is een haft uit de familie Baetidae. De wetenschappelijke naam van de soort is voor het eerst geldig gepubliceerd in 1938 door Traver.
De soort komt voor in het Neotropisch gebied.